# Dip It Low

## Dip It Low
"Dip It Low"
- Sencillo de Christina Milian junto a Fabolous, del álbum It's About Time
- Lanzamiento: 2004
- Formato: descarga digital/CD sencillo
- Género:	R&B
- Sello discográfico:	Island
- Escritores:	Pauli Poli, Teedra Moses
- Productores:	Pauli Poli
- Certificaciones:	Oro (Estados Unidos)
- Posiciones en la lista de éxitos.
  - #2 (Reino Unido)
  - #5 (Estados Unidos)

Dip It Low es el primer sencillo del primer álbum americano de Christina Milian de nombre It's About Time en el 2004. Lo canta junto al rapero Fabolous. Hasta la fecha es el sencillo más exitoso de Milian; este alcanzó el puesto #2 en la lista de éxitos de Reino Unido y #5 en la lista Billboard Hot 100 de Estados Unidos. Milian también promocionó una marca de Jeans de Tommy Hilfiger con el tema.
En Alemania el video de esta canción fue lanzado junto al rapero Samy Deluxe de Hamburgo. 
El videoclip de Dip It Low contiene muchas escenas de Milian bailando. En el video se cortó la parte de Fabolous y colocaron a Milian bailando. Primero en el video vemos a Milian sentada en una pequeña área decorada con un estilo asiático muy ligera de ropa. Ella solamente lleva puesto su ropa interior, cubierta por una toga y lleva puesto unos tacones altos. Ella comienza a cantar allí y luego se empiezan a ver pequeños cortes de ella con un traje verde y luego al lugar de antes. Luego pasamos a un escenario en el cual vemos subiendo a Milian con un sexy traje rojo con dos bailarinas detrás de ella. Ella durante el baile muestra que debajo del vestido tiene un sexy y pequeño traje de cuero negro. En el resto del video ella se queda con solo su traje negro y comienza a llenarse de pintura negra y a bailar llena de pintura, luego solo se ven cortes de cada escenario del video.
- Datos: Q2071742